# Cape Spirit
Cape Spirit ist das Ostkap von Black Island im antarktischen Ross-Archipel vor der Ostküste des Viktorialands. Das Kap markiert die westliche Begrenzung der nördlichen Einfahrt zur White Strait.
Teilnehmer der von 1958 bis 1959 dauernden Kampagne im Rahmen der New Zealand Geological Survey Antarctic Expedition nahmen die Benennung vor. Namensgebend sind die konstanten und heftigen (englisch spirited) Winde in der Meerenge zwischen Black Island und der benachbarten Insel White Island.